# Il Bellerofonte
Il Bellerofonte és una òpera en tres actes de Josef Mysliveček, amb llibret de Giuseppe Bonecchi. S'estrenà al Teatro San Carlo de Nàpols el 20 de gener de 1767.
El 1763, Mysliveček es traslladà a Venècia a estudiar amb Giovanni Pescetti, que l'orientà en la composició d'òperes. Dos anys després, amb motiu del casament de Josep II, estrenà a Parma Il Parnaso confuso. A la cerimònia hi havia l'ambaixador de Nàpols, el qual, encantat, li encarregà una altra òpera per a l'aniversari de Carles III d'Espanya. Fou llavors quan compongué Il Bellerofonte.	